# Wasserschloss Müllen
Das Wasserschloss Müllen, auch Wasserschloss Burgbühel genannt, ist eine abgegangene Wasserburg im Flurbereich "Burgbühel" zwischen Mühle, Friedhof und Kirche im Dorf Müllen, einem heutigen Ortsteil der Gemeinde Neuried im Ortenaukreis in Baden-Württemberg.
Die Burg wurde vermutlich im 12. Jahrhundert von den Herren von Müllenheim erbaut. Eventuell war die Burg Stammsitz des im 14. und 15. Jahrhundert in Straßburg ansässigen Geschlechtes von Mulnheim das auch Herrschaftsrechte in der Umgebung besaß. Von der nicht mehr lokalisierbaren Burganlage ist nichts erhalten.